# إمامزادة (أرومية)
إمامزادة هي قرية في مقاطعة أرومية، إيران. يقدر عدد سكانها بـ 472 نسمة بحسب إحصاء 2016.